# Mr. Robot
Mr. Robot is een Amerikaanse drama-thriller-televisieserie gemaakt door Sam Esmail voor USA Network. Rami Malek speelt Elliot Alderson, een cyberbeveiligingsingenieur en hacker met een sociale angststoornis en klinische depressie. Elliot wordt gerekruteerd door een opstandige anarchist die bekendstaat als "Mr. Robot" - gespeeld door Christian Slater - om zich aan te sluiten bij een groep hacktivisten genaamd "fsociety". De groep streeft ernaar alle schuldrecords te vernietigen door de financiële gegevens van E Corp, de grootste conglomeraat ter wereld, te versleutelen. 
De pilotaflevering ging in première via online en video on demand-services op 27 mei 2015. Het eerste seizoen debuteerde op USA Network op 24 juni 2015 en het tweede op 13 juli 2016. Het derde seizoen ging in première op 11 oktober 2017. Het vierde en het laatste seizoen ging in première op 6 oktober 2019 en eindigde op 22 december 2019. 
In Nederland werd de serie vanaf 20 januari 2016 uitgezonden door de VPRO op NPO 3. Het tweede seizoen begon op 23 oktober 2016 bij de NTR, op dezelfde zender. Latere seizoenen zijn niet uitgezonden. In België was de serie – wel in zijn geheel – te zien via Play More van Telenet, en vanaf 28 augustus 2016 lineair op Q2.
Mr. Robot kreeg lovende kritieken, met name voor de uitvoeringen van Malek en Slater, het verhaal en de visuele presentatie en de muziekscore van Mac Quayle. Esmail ontving lof voor regie van de serie, nadat hij in het eerste seizoen verschillende afleveringen had geregisseerd voordat hij de enige regisseur was van de seizoenen twee, drie en vier. De show ontving talloze onderscheidingen, waaronder twee Golden Globe Awards, twee Primetime Emmy Awards en een Peabody Award.

## Verhaal
De serie volgt Elliot Alderson, een jonge man die in New York woont en overdag als cybersecurity-engineer werkt bij Allsafe. Elliot's denkproces, dat voortdurend worstelt met sociale angst, dissociatieve identiteitsstoornis en klinische depressie, lijkt sterk beïnvloed te zijn door paranoia en waanvoorstellingen. Hij maakt verbinding met mensen door ze te hacken, waardoor hij vaak optreedt als een cybercrimineel. Hij wordt gerekruteerd door een mysterieuze opstandige anarchist die bekend staat als Mr. Robot en voegt zich bij zijn team van hacktivisten met als naam fsociety. Een van hun missies is het kwijtschelden van alle consumentenschulden door alle gegevens van een van de grootste bedrijven ter wereld, E Corp (die Elliot beschouwt als Evil Corp), die toevallig ook Allsafe's grootste klant is, te versleutelen.

## Rolverdeling

### Hoofdrollen
| Acteur                 | Personage                | Seizoen | Seizoen | Seizoen | Seizoen | Totaal |
| Acteur                 | Personage                | 1       | 2       | 3       | 4       | Totaal |
| ---------------------- | ------------------------ | ------- | ------- | ------- | ------- | ------ |
| Rami Malek             | Elliot Alderson          | 10 afl. | 11 afl. | 10 afl. | 13 afl. | 44     |
| Christian Slater       | Mr. Robot                | 10 afl. | 11 afl. | 10 afl. | 12 afl. | 43     |
| Carly Chaikin          | Darlene                  | 10 afl. | 11 afl. | 10 afl. | 11 afl. | 42     |
| Portia Doubleday       | Angela Moss              | 10 afl. | 11 afl. | 10 afl. | 3 afl.  | 34     |
| Martin Wallström       | Tyrell Wellick           | 9 afl.  | 8 afl.  | 7 afl.  | 6 afl.  | 30     |
| Grace Gummer           | Dominique "Dom" DiPierro |         | 11 afl. | 6 afl.  | 9 afl.  | 27     |
| Michael Cristofer      | Phillip Price            | 4 afl.  | 9 afl.  | 6 afl.  | 6 afl.  | 25     |
| B.D. Wong              | Whiterose                | 2 afl.  | 4 afl.  | 7 afl.  | 6 afl.  | 19     |
| Stephanie Corneliussen | Joanna Wellick           | 7 afl.  | 8 afl.  | 1 afl.  |         | 16     |

### Terugkerende rollen
| Acteur                | Personage      | Seizoen | Seizoen | Seizoen | Seizoen | Totaal |
| Acteur                | Personage      | 1       | 2       | 3       | 4       | Totaal |
| --------------------- | -------------- | ------- | ------- | ------- | ------- | ------ |
| Gloria Reuben         | Krista Gordon  | 5 afl.  | 3 afl.  | 2 afl.  | 6 afl.  | 16     |
| Sunita Mani           | Trenton        | 8 afl.  | 7 afl.  | 1 afl.  |         | 16     |
| Azhar Khan            | Mobley         | 6 afl.  | 8 afl.  | 1 afl.  |         | 15     |
| Omar Metwally         | Agent Santiago |         | 7 afl.  | 6 afl.  |         | 13     |
| Joey Bada$$           | Leon           |         | 7 afl.  | 4 afl.  | 2 afl.  | 13     |
| Michael Drayer        | Cisco          | 5 afl.  | 6 afl.  | 1 afl.  |         | 12     |
| Michel Gill           | Gideon Goddard | 7 afl.  | 3 afl.  | 1 afl.  |         | 11     |
| Jeremy Holm           | Mr. Sutherland | 4 afl.  | 6 afl.  | 1 afl.  |         | 11     |
| Bobby Cannavale       | Irving         |         |         | 8 afl.  | 1 afl.  | 9      |
| Grant Chang           | Grant          |         | 2 afl.  | 7 afl.  |         | 9      |
| Elliot Villar         | Fernando Vera  | 3 afl.  |         | 1 afl.  | 5 afl.  | 9      |
| Ben Rappaport         | Ollie Parker   | 7 afl.  | 1 afl.  |         | 1 afl.  | 9      |
| Ron Cephas Jones      | Romero         | 8 afl.  | 1 afl.  |         |         | 9      |
| Brian Stokes Mitchell | Scott Knowles  | 3 afl.  | 5 afl.  |         |         | 8      |
| Frankie Shaw          | Shayla Nico    | 7 afl.  |         |         |         | 7      |
| Craig Robinson        | Ray            |         | 7 afl.  |         |         | 7      |
| Aaron Takahashi       | Lloyd Chung    | 5 afl.  | 1 afl.  |         | 1 afl.  | 7      |
| Bruce Altman          | Terry Colby    | 4 afl.  | 1 afl.  | 1 afl.  |         | 6      |

## Afleveringen
|                       | Seizoen 1  | Seizoen 2  | Seizoen 3  | Seizoen 4  |
| --------------------- | ---------- | ---------- | ---------- | ---------- |
| Aantal afleveringen   | 10         | 12         | 10         | 13         |
| Eerst uitgezonden op  | 24-06-2015 | 13-07-2016 | 11-10-2017 | 06-10-2019 |
| Laatst uitgezonden op | 02-09-2015 | 21-09-2016 | 13-12-2017 | 22-12-2019 |

| Nr. | #  | Titel                       | Regisseur         | Schrijver(s)    | Datum uitzending |
| --- | -- | --------------------------- | ----------------- | --------------- | ---------------- |
| 1   | 1  | eps1.0_hellofriend.mov      | Niels Arden Oplev | Sam Esmail      | 24 juni 2015     |
| 2   | 2  | eps1.1_ones-and-zer0es.mpeg | Sam Esmail        | Sam Esmail      | 1 juli 2015      |
| 3   | 3  | eps1.2_d3bug.mkv            | Jim McKay         | Sam Esmail      | 8 juli 2015      |
| 4   | 4  | eps1.3_da3m0ns.mp4          | Nisha Ganatra     | Adam Penn       | 15 juli 2015     |
| 5   | 5  | eps1.4_3xpl0its.wmv         | Jim McKay         | David Iserson   | 22 juli 2015     |
| 6   | 6  | eps1.5_br4ve-trave1er.asf   | Deborah Chow      | Kyle Bradstreet | 29 juli 2015     |
| 7   | 7  | eps1.6_v1ew-s0urce.flv      | Sam Esmail        | Kate Erickson   | 5 augustus 2015  |
| 8   | 8  | eps1.7_wh1ter0se.m4v        | Christoph Schrewe | Randolph Leon   | 12 augustus 2015 |
| 9   | 9  | eps1.8_m1rr0r1ng.qt         | Tricia Brock      | Sam Esmail      | 19 augustus 2015 |
| 10  | 10 | eps1.9_zer0-day.avi         | Sam Esmail        | Sam Esmail      | 2 september 2015 |

De finale van het eerste seizoen werd op 26 augustus met één week uitgesteld omdat een scène in de aflevering gelijkenissen vertoonde met de moord op Alison Parker en Adam Ward, die eerder die dag plaatsvond.